# Къръккьой
Къръккьой (на турски: Kırıkköy) е белде - селище-център на община в Източна Тракия, Турция, вилает Лозенград. Най-близък град в административни отношения е Люлебургаз, на 18 километра. Западно от селото тече река Юскюп дере, а северозападно преминава Европейската автомагистрала.

### Икономика и население
Основен поминък в селото са селското стопанство и животновъдство.
| Брой на населението през годините | Брой на населението през годините |
| --------------------------------- | --------------------------------- |
| 2007                              | 2031                              |
| 2000                              | 2002                              |
| 1990                              | 2169                              |
| 1985                              | 1974                              |
| 1980                              | 1886                              |
| 1975                              | 1760                              |
| 1970                              | 1615                              |
| 1965                              | 1475                              |
| 1960                              | 1310                              |

### Общински кметове
| Партии, управлявали общината | Партии, управлявали общината           | Партии, управлявали общината |
| ---------------------------- | -------------------------------------- | ---------------------------- |
| 2009                         | Партия на справедливостта и развитието |                              |
| 2004                         | Партия на справедливостта и развитието |                              |
| 1999                         | Републиканска народна партия           |                              |
| 1994                         | Партия на правилния път                |                              |